# Sceloenopla bryanti
Sceloenopla bryanti es una especie de insecto coleóptero de la familia Chrysomelidae. Fue descrita científicamente en 1937 por Bondar.